# SNCAO CAO.600
SNCAO CAO.600 là một mẫu thử máy bay ném bom ngư lôi của Pháp trong Chiến tranh thế giới II.

## Tính năng kỹ chiến thuật
Dữ liệu lấy từ War Planes of the Second World War:Volume Seven Bombers and Reconnaissance Aircraft
Đặc tính tổng quan
- Kíp lái: 2 hoặc 3
- Chiều dài: 12,22 m (40 ft 1 in)
- Sải cánh: 16,50 m (54 ft 2 in)
- Trọng lượng có tải: 4.700 kg (10.362 lb)
- Động cơ: 2 × Gnome-Rhône 14M , 510 kW (680 hp)  mỗi chiếc

Hiệu suất bay
- Vận tốc cực đại: 380 km/h; 205 kn (236 mph) trên độ cao 1.500 m (4.900 ft)
- Vận tốc hành trình: 299 km/h; 162 kn (186 mph) trên độ cao 1.000 m (3.300 ft)
- Tầm bay: 901 km; 487 nmi (560 mi)

Vũ khí trang bị

- Súng: 1× súng máy Darne 7,5mm
- Bom: 1× ngư lôi 650 kg (1.430 lb) hoặc 4 × quả bom 150 kg (330 lb) hoặc 2× quả bom 225 kg (500 lb) hoặc 1× quả bom 450 kg (990 lb)